# Мужская сборная Кипра по баскетболу
Сборная Кипра по баскетболу — национальная баскетбольная сборная, представляющая Республику Кипр на международной баскетбольной арене. Управляется Кипрской Баскетбольной Федерацией. В 2013 году приняла участие в квалификации к Евробаскету. Сборная не участвовала ни в одном крупном международном соревновании.

## Статистика
| Чемпионат Европы малых государств | Чемпионат Европы малых государств | Чемпионат Европы малых государств | Чемпионат Европы малых государств | Чемпионат Европы малых государств |
| Год                               | Место                             | И                                 | В                                 | П                                 |
| --------------------------------- | --------------------------------- | --------------------------------- | --------------------------------- | --------------------------------- |
| 1988                              | 3                                 | 5                                 | 4                                 | 1                                 |
| 1990                              | 2                                 | 5                                 | 3                                 | 2                                 |
| 1992                              | 3                                 | 5                                 | 4                                 | 1                                 |
| 1994                              | 2                                 | 5                                 | 4                                 | 1                                 |
| Всего                             | Всего                             | 20                                | 15                                | 5                                 |

| Игры малых государств Европы | Игры малых государств Европы | Игры малых государств Европы | Игры малых государств Европы | Игры малых государств Европы |
| Год                          | Место                        | И                            | В                            | П                            |
| ---------------------------- | ---------------------------- | ---------------------------- | ---------------------------- | ---------------------------- |
| 1995                         | Чемпионы                     | 4                            | 4                            | 0                            |
| 2003                         | Чемпионы                     | 4                            | 4                            | 0                            |
| 2005                         | Чемпионы                     | 4                            | 4                            | 0                            |
| 2007                         | Снялась с турнира            | 5                            | 3                            | 2                            |
| 2009                         | Чемпионы                     | 5                            | 5                            | 0                            |
| 2013                         | Чемпионы                     | 5                            | 5                            | 0                            |